# Marciano Bruma
Marciano Bruma (Rotterdam, 17 marzo 1984) è un calciatore olandese, difensore dello Zwarte Pijl.

## Carriera

### Club

#### Sparta Rotterdam, Barnsley e Willem II
Debutta il 14 ottobre 2005 con lo Sparta Rotterdam nel pareggio fuori casa per 0-0 contro il Willem II.
Debutta con il Barnsley in Championship il 15 dicembre 2007 nella sconfitta fuori casa per 1-0 contro lo Sheffield United.
Debutta il 26 settembre 2009 con il Willem II nella sconfitta fuori casa per 3-1 contro il PSV Eindhoven.

#### Arka Gdynia
Debutta con l'Arka Gdynia l'8 agosto 2010 nella sconfitta fuori casa per 1-0 contro il Wisla Cracovia.
Gioca l'ultima partita con l'Arka Gdynia l'11 maggio 2011 nella sconfitta casalinga per 0-2 contro il Ruch Chorzów.

#### Lech Poznań
Il 18 agosto 2011 passa al Lech Poznań, dopo essersi svincolato.
Debutta con il Lech Poznań il 26 agosto 2011 nella sconfitta fuori casa per 2-1 contro il Górnik Zabrze.

#### Rijnsburgse Boys
Debutta con il Rijnsburgse Boys il 18 febbraio 2012 nella vittoria casalinga per 2-1 contro il Voetbal Vereniging Katwijk.